# بیمارستان روان‌پزشکی اشورث
بیمارستان اشورث (انگلیسی: Ashworth Hospital) یا به عیارت صحیح‌تر بیمارستان روان‌پزشکی اشورث یک بیمارستان روان‌پزشکی فوق‌امنیتی در شهرک ماگول است که به فاصله ۱۶ کیلومتر(۱۰ مایل) از سمت شمال‌شرقی لیورپول قرار دارد. این بیمارستان بخشی از بنیاد تراست سرویس سلامت ملی مرسِی کر (Mersey Care NHS Foundation Trust) است که به بیماران مربوط به روان‌پزشکی که باید در شرایط فوق‌امنیتی تحت درمان قرار گیرند، خدمات ارائه می‌دهد.
این بیمارستان، یکی از چهار بیمارستان روان‌پزشکی در بریتانیا است که مراقبت روان‌پزشکی را تحت شرایط فوق‌امنیتی به انجام می‌رساند و جزو یکی از سه بیمارستان (در کنار بیمارستان روان‌پزشکی برودمور در کروتورن و بیمارستان روان‌پزشکی رامپتون در نزدیکی وودبک) در انگلستان است.